# Eucampyla acmaeoptera
Eucampyla acmaeoptera är en fjärilsart som beskrevs av Émile Louis Ragonot 1888. Eucampyla acmaeoptera ingår i släktet Eucampyla och familjen mott. Inga underarter finns listade i Catalogue of Life.